# Röhrnbach
Röhrnbach là một đô thị thuộc huyện Freyung-Grafenau trong bang Bayern nước Đức. Đô thị Röhrnbach có diện tích 40,66 km², dân số thời điểm 31 tháng 12 năm 2006 là 4579 người.